# Дворики (Моргауський район)
Дво́рики (рос. Дворики, чув. Юрпаш) — присілок у Чувашії Російської Федерації, у складі Александровського сільського поселення Моргауського району.
Населення — 119 осіб (2010; 121 в 2002, 157 в 1979; 213 в 1939, 238 в 1926, 204 в 1906, 168 в 1897, 78 в 1858).

## Історія
Історична назва — Йорпаш-Янасал. Утворився як виселок села Ойкаси-Єнасал (Александровське). До 1866 року селяни мали статус державних, займались землеробством, тваринництвом, бондарством, виробництвом взуття та одягу. У кінці 19 століття діяло 2 водяні млини, базар, винна лавка. До 1927 року присілок перебував у складі Шуматівської волості Ядрінського повіту. 1927 року присілок переданий до складу Аліковського району, 1939 року — до складу Совєтського, 1956 року — до складу Моргауського, 1959 року — повернутий до складу Аліковського, 1962 року — до складу Ядрінського, 1964 року — повернутий до складу Моргауського району.